# Феогност (Бодоряк)
Епископ Феогно́ст (в миру Яросла́в Ива́нович Бодоря́к, укр. Ярослав Іванович Бодоряк; род. 11 августа 1989, Зелёное, Ивано-Франковская область) — архиерей Православной церкви Украины, епископ Черновицкий и Буковинский.

## Биография
Родился 11 августа 1989 года в Зелёном, в Верховинском райое, Ивано-Франковской области, Украинской ССР в многодетной семье.
В 1996 году пошел в первый класс Зелёнинской общеобразовательной школы I—III ступеней, которую окончил в 2006 году. В этом же году поступил на учебу в Ивано-Франковский богословский институт, который окончил в 2011 году.
28 марта 2008 года архиепископом Ивано-Франковским и Галицким Иоасафом (Василикивым) (УПЦ КП) был пострижен в монахи с именем Феогност в честь святителя Феогноста, митрополита Киевского и всея Руси (день памяти 27 марта). 30 марта 2008 года тем же иерархом хиротонисан во иеродиакона, а 24 апреля этого же года — в сан иеромонаха.
С 5 июня 2009 года был председателем молодежного братства им. апостола и евангелиста Иоанна Богослова Ивано-Франковско-Галицкой епархии УПЦ КП.
С 15 октября 2009 года по 30 декабря 2010 года по благословению архиепископа Иоасафа совершал богослужения при Солотвинской районной больнице у часовни апостола и евангелиста Луки.
С 4 июля 2010 года по 28 мая 2013 года по благословению архиепископа Иоасафа, исполнял обязанности настоятеля прихода великомученика Пантелеймона в пгт. Солотвин.
26 ноября 2011 года был назначен скитоначальником Спасо-Преображенского скита Манявского монастыря.
С января 2012 года был руководителем отдела по делам молодёжи при епархиальном управлении Ивано-Франковской епархии УПЦ КП.
15 августа 2013 года возведён в сан игумена.
С 2013 года был преподавателем Ивано-Франковского Богословского института. 28 сентября 2013 года назначен инспектором, а 15 октября 2013 года назначен проректором по воспитательной работе Ивано-Франковского Богословского института.
С 2010 до 2014 года учился в Прикарпатском национальном университете им. Василия Стефаника и получил степень магистра этнологии и истории, защитив дипломную работу на тему: «Жизнь и быт монахов Манявского Скита XVII—XVIII вв.».
В 2015 году безуспешно баллотировался на выборы в Ивано-Франковский областной совет от партии Батькивщина.
29 февраля 2016 года назначен наместником Манявского Кресто-Воздвиженского мужского монастыря.
20 июля 2016 года назначен ректором Ивано-Франковского богословского института.
В 2017 году поступил на обучение в аспирантуру Киевской православной богословской академии.
25 июня 2018 года в Манявском монастыре митрополитом Ивано-Франковским и Галицьким Иосафом (Василикивым) с благословения патриарха УПЦ КП Филарета (Денисенко) возведён в сан архимандрита.
12 января 2019 года назначен настоятелем прихода Благовещения Пресвятой Богородицы села Поховка.
4 февраля 2019 года назначен настоятелем прихода святых апостолов Петра и Павла в пгт Богородчаны.
15 июля 2019 года назначен администратором Ивано-Франковско-Галицкой епархии ПЦУ.
8 июля 2021 года по благословению митрополита Киевского и всея Украины Епифания (Думенко) принят в клир Киевской епархии Православной церкви Украины и назначен нести послушание в Михайловском Златоверхом мужском монастыре в Киеве.
2 февраля 2022 года решением Священного синода Православной церкви Украины избран епископом Богородчанским, викарием Ивано-Франковско-Галицкой епархии.
12 февраля 2022 года в Михайловском Златоверхом соборе после Всенощного бдения был наречён во епископа.
13 февраля 2022 года состоялась его архиерейская хиротония во епископа Богородчанского, викария Ивано-Франковске-Галицкой епархии. Хиротонию совершили: митрополит Киевский и всея Украины Епифаний (Думенко), митрополит Винницкий и Барский Симеон (Шостацкий), митрополит Ивано-Франковский и Галицкий Иоасаф (Василикив), митрополит Симферопольский и Крымский Климент (Кущ), митрополит Переяславский и Вишневский Александр (Драбинко), архиепископ Ровенский и Острожский Иларион (Процик), архиепископ Черниговский и Нежинский Евстратий (Зоря), архиепископ Тернопольский и Бучацкий Тихон (Петранюк), архиепископ Вышгородский Агапит (Гуменюк), епископ Коломыйский и Косовский Иулиан (Гатала) и епископ Хмельницкий и Каменец-Подольский Павел (Юристый).
2 февраля 2024 года Священный синод Православной церкви Украины назначил его епископом Черновицким и Буковинским, архиереем объединённой Черновицкой епархии ПЦУ.